# Юлиян Янакиев
Юлиян Божидаров Янакиев – „Джеката“ е бивш български футболист, полузащитник. През годините се е състезавал за Локомотив (София), Миньор (Перник), Родопа, Рилски спортист, Струмска слава, Хебър, Унион Гилгенберг (Австрия) и Сливнишки герой (Сливница).
Висок е 180 см и тежи 79 кг.
В А група има 130 мача и 14 гола.
Вицешампион и носител на купата на страната през 1995 с Локомотив (Сф), полуфиналист за Купата на ПФЛ през 1997 г. с Миньор (Пк).

## Статистика по сезони
- Миньор (Пк) – 1993/94 – Б група, 14 мача/1 гол
- Миньор (Пк) – 1994/95 – В група, ?/?
- Миньор (Пк) – 1995/96 – Б група, 31/4
- Миньор (Пк) – 1996/97 – А група, 13/2
- Миньор (Пк) – 1997/98 – А група, 11/0
- Миньор (Пк) – 1998/99 – А група, 15/0
- Миньор (Пк) – 1999/00 – А група, 18/2
- Миньор (Пк) – 2000/01 – А група, 23/1
- Родопа – 2001/ес. - В група, 15/6
- Рилски спортист – 2002/пр. - Б група, 12/1
- Родопа – 2002/03 – Б група, 26/2
- Унион Гилгенберг – 2003/04 – Регионаллига Център (трета дивизия), 14/5
- Струмска слава – 2004/пр. - В група, 11/3
- Миньор (Пк) – 2004/05 – В група, 30/11
- Хебър – 2005/06 – Западна Б група, 18/2